# Lords of Chaos (Film)
Lords of Chaos ist ein Spielfilm des schwedischen Regisseurs Jonas Åkerlund aus dem Jahr 2018, der auf dem gleichnamigen Sachbuch beruht und die Geschehnisse in der norwegischen Black-Metal-Szene in den 1990er Jahren rund um die Bands Mayhem und Burzum aufgreift. In der Hauptrolle ist Rory Culkin zu sehen, der den Mayhem-Gitarristen Euronymous spielt, der am 10. August 1993 vom Burzum-Musiker Varg Vikernes ermordet wurde. In weiteren Rollen sind Emory Cohen (als Varg Vikernes), Jack Kilmer, Sky Ferreira und Wilson Gonzalez Ochsenknecht zu sehen. Der Film hatte seine Premiere auf dem Sundance Film Festival 2018 und wurde erstmals in Deutschland am 19. Januar 2018 als Programmpunkt der Fantasy Filmfest White Nights gespielt.

## Handlung
Vor Beginn der Handlung steht als Einleitung der Kommentar:

„Der folgende Film beruht auf wahren Ereignissen und will in keiner Weise die Handlungen oder Aussagen der porträtierten Personen gutheißen oder glorifizieren. Der Film versucht in seiner schonungslosen, provokant-realen Inszenierung vorrangig Zeitgeschehen zu porträtieren und dabei nachhaltig zu mahnen.“

Der Film handelt von der Entstehung der Black-Metal-Szene in Norwegen.
Er beginnt mit der Band Mayhem, die 1984 von dem jungen Gitarristen Øystein „Euronymous“ Aarseth, Bassist Necrobutcher und Schlagzeuger Manheim gegründet wurde. Die Erzählung beginnt jedoch erst im ereignisreichen Jahr 1987: Manheim  verließ die Band und wurde durch Hellhammer ersetzt, und die Band rekrutierte einen Sänger aus Schweden namens Pelle „Dead“ Ohlin, der vor allem durch selbstzerstörerisches Verhalten auffiel, indem er sich während ihrer Live-Shows schnitt, in das Publikum blutete und echte Schweineköpfe in die Menge warf. Bei einer Show, die von ihrem Freund Metalion gefilmt wird, lernt die Band einen Fan namens Kristian kennen, dem Euronymous zu diesem Zeitpunkt noch skeptisch gegenübersteht, da er einen Scorpions-Patch an seiner Kutte trägt.
Eines Abends, während seine Freunde abwesend sind, schneidet sich Dead die Kehle auf und schießt sich anschließend mit einer Schrotflinte, die ursprünglich Euronymous gehörte, in die Stirn. Als Euronymous schließlich nach Hause kommt und die Leiche entdeckt, beginnt er, anstatt die Polizei zu rufen, die Leiche zu präparieren und anschließend zu fotografieren. Nachdem Dead ins Leichenschauhaus gebracht worden ist, schenkt Øystein den anderen Bandmitgliedern Halsketten, von denen er behauptet, es seien Stücke von Deads Schädel. Dies ekelt Necrobutcher an, und er beschließt die Band zu verlassen.
Øystein gründet anschließend ein Schallplattengeschäft, genannt Helvete (Hölle). Dieses entwickelt sich zu einem Treffpunkt der Black-Metal-Szene. Unter anderem Metalion, Fenriz von Darkthrone und Faust von Emperor treffen sich dort regelmäßig. Im katakomben-ähnlichen Kellergebäude werden wüste Partys gefeiert. Kristian (der sich nun Varg nennt) freundet sich mit Euronymous an. Unter anderem bringt er seine Ein-Mann-Band Burzum auf Aarseths Label Deathlike Silence Productions unter. Der sogenannte „innere Zirkel“, auch „Black Circle“ genannt, radikalisiert sich weiter, insbesondere durch den radikal antichristlichen Varg. Dieser brennt die bekannte Stabkirche Fantoft nieder und entfacht damit eine Welle von Kirchenbränden. Øystein stellt dies als seine Idee dar. Daraufhin stellt Varg Euronymous’ Status als Anführer des Black Circle in Frage, woraufhin auch dieser in Begleitung von Faust und Varg eine Kirche in Brand setzt.
Aarseth fürchtet um seine Stellung als Anführer und beschließt, Varg kurzerhand als Bassisten bei Mayhem aufzunehmen. Weiterhin tritt ein ungarischer Sänger names Attila Csihar der Band bei, um ein erstes Album aufzunehmen. Derweil eskaliert die Situation immer weiter. Bård tötet nach einer durchzechten Nacht einen Homosexuellen, der ihm Avancen macht. Øystein brüstet sich, ihm die Tat nahegelegt zu haben. Varg verliert daraufhin immer mehr Respekt. Mit einem Interview in der Tagespresse will er auf den inneren Zirkel aufmerksam machen. Dazu lädt er die Journalisten nach Hause ein und inszeniert sich sowohl als Satanist als auch als Nationalsozialist. Die Journalisten wollen, gelangweilt vom theatralischen Auftritt des Möchtegern-Satanisten, von dannen ziehen, doch dann gesteht Varg ihnen die Kirchenbrände und bringt auch den Mord an dem Homosexuellen mit dem inneren Zirkel in Verbindung. Schon am nächsten Tag wird Varg verhaftet, jedoch mangels Beweisen wenig später wieder freigelassen.
Derweil befindet sich Øystein am Tiefpunkt. Sein Plattenladen muss schließen, seine Vormachtstellung ist erneut bedroht. Zumindest privat läuft es besser. Er und die Fotografin Ann-Marit werden ein Paar. In einem telefonischen Interview für das Kerrang-Magazin stellt Øystein sich als Anführer des Black Circle dar.
Nach Vargs Entlassung treffen sich die beiden, und Øystein zeigt ihm das Magazin. Obwohl sich Varg selbst auf dem Cover wiederfindet, hat er genug von der Freundschaft. Er teilt Øystein mit, er wolle Mayhem verlassen und Burzum über sein eigenes Plattenlabel vermarkten. Daraufhin enthüllt Euronymous, dass es sich bei dem Splitter von Deads Schädel um ein Stück Hühnerbein handelte, was Varg noch mehr erbost. Ebenfalls in Rage, behauptet Euronymous vor Freunden, Varg töten zu wollen. Insgesamt zweifelt er an der von ihm aufgebauten Bewegung. Der Tod von Pelle belastet ihn schwer. In seinem Wunsch nach Veränderung lässt er sich von Ann-Marit einen neuen Haarschnitt verpassen, steckt aber weiter in den Vorbereitungen zum Mayhem-Album De Mysteriis Dom Sathanas.
Als Varg von den angeblichen Mordplänen erfährt, begibt er sich nach Oslo um Euronymous zu ermorden. Als Vorwand verwendet er einen Vertrag, den ihm Øystein kurz vorher zugesandt hat. Mit einem nicht näher benannten Fahrer aus dem Freundeskreis von Varg (gespielt von Wilson Gonzalez Ochsenknecht, in der Realität Snorre Ruch von Thorns), machen sie sich auf den Weg von Bergen nach Oslo. Ausgestattet mit einem dilettantischen Alibi kommt es zu einem Zwischenfall, als der Fahrer tankt und Vargs Kreditkarte zur Bezahlung herhalten muss. Nach einem kurzen Gespräch über den Vertrag beginnt Varg, auf Øystein einzustechen. Øystein, der selbst keinerlei Gegenwehr zeigt, gelingt die Flucht ins Treppenhaus, doch Varg kommt ihm hinterher und sticht immer weiter auf ihn ein, bis Øystein verblutet.
Am nächsten Tag verbreitet sich die Nachricht von Euronymous’ Ermordung in ganz Norwegen, und Varg wird bald darauf verhaftet, unter anderem, weil sein Fahrer sich nicht mehr an den Inhalt des Alibi-Films (Stirb langsam 2) erinnern kann. Es werden einige Szenen aus dem vorangegangenen Film gezeigt, begleitet von melancholischer Musik. Dies stoppt plötzlich. In einem Voice-over sagt Euronymous dem Publikum, dass es kein Mitleid mit ihm haben solle, da er sein Leben genossen und mit True Norwegian Black Metal ein neues Subgenre des Metal erfunden habe.
Nach dem Abspann erscheinen Schrifttafeln, auf denen zu lesen ist, wie es mit den Protagonisten weiterging. Varg wird für eine Höchststrafe von 21 Jahren ins Gefängnis geschickt, da er sowohl des Mordes an Euronymous als auch des Anzündens mehrerer Kirchen schuldig befunden wird. Bård Guldvik „Faust“ Eithun wird zu 15 Jahren Haft verurteilt.

## Produktion
Das Buch sollte ursprünglich 2010 durch den japanischen Regisseur Sion Sono verfilmt werden; ein Drehbuch wurde von Hans Fjellestad verfasst. Als Vikernes-Darsteller wurde ursprünglich der aus der Twilight-Reihe bekannte Jackson Rathbone verpflichtet, der jedoch wieder absagte. Die anderen Rollen sollten durch Castings ermittelt werden, welche ausschließlich in Norwegen stattfinden sollten. Zum Soundtrack sollte Samoths ehemalige Ehefrau Andrea Haugen beitragen, letztlich übernahmen aber Sigur Rós den Score.
Obwohl der Film auf dem gleichnamigen Sachbuch basiert, wurden einige Änderungen vorgenommen, insbesondere in der Stellung seiner beiden Protagonisten. Michael Moynihan, der selbst der rechten Szene, in diesem Fall der Neofolk-Szene angehört, hat die Nazi-Verbindungen von Varg Vikernes vermutlich überhöht dargestellt. Die gefestigte Ideologie, wie sie im Buch vermittelt wird, wird in der Verfilmung ins Gegenteil verkehrt. Vikernes wird im Film als „nach Aufmerksamkeit gierende[s] Muttersöhnchen gezeichnet und obendrein auch noch optisch vom realen „Frauentyp“ heruntergeschauspielert“. Zudem lassen sich im Film viele Details feststellen, die nicht in der Vorlage vorkommen, aber offensichtlich auf Insiderberichten fußen.
Schließlich erschien der Film, der auf dem Sundance Film Festival 2018 seine Premiere feierte, in den Kinos der USA und von Deutschland.

## Trivia
In der Szene, in der Euronymous, gespielt von Schauspieler Rory Culkin, in seinem Plattenladen oben auf einem Etagenbett aufwacht und eine weiße Burzum-Demo-Kassette in seinen Walkman einlegt, schaut sich auf der unteren Matratze sein Kumpel Faust auf einem Fernseher den Splatterfilm Braindead des Regisseurs Peter Jackson aus dem Jahr 1992 an. Über dem Fernsehgerät hängt an der Wand ein Filmplakat des Horrorfilms Halloween – Die Nacht des Grauens von Regisseur John Carpenter aus dem Jahr 1978.

## Rezeption
Der Film wurde insgesamt gemischt bis gut aufgenommen, wobei die kritischeren Bewertungen hauptsächlich aus der Metalszene selbst stammen. Dabei muss unterschieden werden ob jeweils der Film an sich bewertet wurde oder die wahrheitsgetreue Wiedergabe der Ereignisse. Vor allem bei letzterem kommt es in Fankreisen häufig zu Diskussionen.
Robert Müller urteilte auf Metal-Hammer.de:

„Prinzipiell ist nichts dagegen einzuwenden, aus einem Stoff wie der Geschichte von Mayhem und der blutigen Mythenbildung des norwegischen Black Metal ein Horror-Thriller-Jugend-Dramolett zu machen – nur leider ist das Jonas Åkerlund nicht sehr überzeugend gelungen. Es liegt nicht an den Darstellern, selbst wenn die Vorstellung, dass der Bruder von ‚Kevin – Allein zu Haus‘, Rory Culkin, Øystein ‚Euronymous‘ Aarseth spielt, bei einigen sicher Gruselgefühle auslöst.
Doch Culkin und Emory Cohen, der Kristian „Varg“ Vikernes spielt, schaffen es zumindest annähernd, so etwas wie Charakterzeichnung und emotionale Deutung in das musizierende (wobei der Film überraschend musikarm ist), mordende und brandschatzende Unterfangen zu bringen. Konterkariert wird das Ganze durch die leblose Inszenierung des Umfelds. Alle Nebenakteure bleiben hölzern, werden kaum in die Handlung eingeführt und haben, soweit ich das persönlich beurteilen kann, teilweise nicht viel mit den wahren Persönlichkeiten dahinter gemein – Wilson Gonzalez Ochsenknecht als Snorre ‚Blackthorn‘ Ruch ist schon eine abenteuerliche Vorstellung.“

Dem entgegen bewertete metal.de den Film als „Insgesamt empfehlenswert“:

‚Lords Of Chaos‘ überzeugt also bei der ästhetischen Umsetzung. Auch bei der Musik kann der Film punkten. Was allerdings ein wenig gezwungen wirkt, ist die „Quotenfrau“ Ann-Marit (gespielt von Sky Ferreira), die als Anhängsel der Gruppe und später als Freundin von Euronymous eigentlich nicht wirklich einen Zweck erfüllt, außer den Jungs zu gefallen und sich auch mal nackig zu machen. Auch der zeitliche Ablauf wird nicht wirklich deutlich. So könnte es einem so vorkommen, als decke der Film etwa ein Jahr ab und nicht die eigentliche Dauer von rund fünf Jahren. Einmal MAYHEM im Schnelldurchlauf hatten wir eigentlich nicht bestellt.
Mit nicht ganz unbekannten Schauspielern, die ihr Werk wirklich gut verstehen, sind die Charaktere dafür gut besetzt. Einzig bei Varg kommen einem möglicherweise ein paar Zweifel. Das liegt allerdings nicht an der schauspielerischen Leistung von Emory Cohen, sondern allein an der Optik. Wenn man sich ein Bild des jungen Varg ins Gedächtnis ruft, ist es meist das berühmte Foto mit dem verschmitzten Lächeln, das im Gerichtssaal aufgenommen wurde. Irgendwie kommen das Gesicht im Film und das Konzept ‚Varg‘ nicht so recht zusammen, aber das kann auch Ansichtssache sein. Insgesamt ist ‚Lords Of Chaos‘ jedenfalls – mit kleineren Abstrichen – so unterhaltsam geworden, wie ein Film über eine so düstere Thematik eben werden kann.

Auf Filmstarts.de bewertet Oliver Kube den Film mit 4 von 5 Sternen:

„Was für ein Wahnsinn. Regisseur Jonas Åkerlund präsentiert eine faszinierend rohe, authentisch brutale und dabei auch noch immens unterhaltsame True-Crime-Story über die Erfinder des True-Norwegian-Black-Metal.“